# Phylloneta pictipes
Phylloneta pictipes là một loài nhện trong họ Theridiidae.
Loài này thuộc chi Phylloneta. Phylloneta pictipes được Eugen von Keyserling miêu tả năm 1884.